# Promeranisa cylindricornis
Promeranisa cylindricornis är en tvåvingeart som beskrevs av Samuel Wendell Williston  1888. Promeranisa cylindricornis ingår i släktet Promeranisa och familjen vapenflugor. Inga underarter finns listade i Catalogue of Life.